# سراب (مجموعه تلویزیونی)
سراب یک مجموعه تلویزیونی محصول سال ۱۳۹۰ به کارگردانی حسین سهیلی‌زاده، نویسندگی سیدجلال‌الدین دری و تهیه‌کنندگی شهلا ولیزاده، عزیز علیزاده می‌باشد که از شبکه یک پخش شد. این مجموعه در ۱۳ قسمت ۴۰ دقیقه‌ای تهیه شد.

## خلاصه داستان
حمید دانشجوی ممتاز رشته برق در یکی از دانشگاه‌های معتبر با تعدادی از دوستانش روی یک پروژه علمی مهم تحقیق می‌کنند. با وجود آن که این پروژه علمی مهم و بسیار قابل ملاحظه است اما تعدادی از مسوولان آنچنان که باید حمید و دوستانش را حمایت نمی‌کنند. همین موضوع باعث بروز اختلافاتی بین حمید و دوستانش می‌شود و در این میان حادثه‌ای ناخواسته همه معادلات را به هم می‌ریزد.

## بازیگران
- پندار اکبری
- حدیث میرامینی
- حسن جوهرچی
- بيتا بيگى
- محمد مختاری
- فرداد صفاخو
- لیدا عباسی
- آرش تاج تهرانی
- سولماز حصاری
- علی زندی
- الکساندر کوانجی
- حمیدرضا محمدی
- هاله میرهادی
- طناز محمدپور
- سپیده دباغ
- سارا کهربایی
- مسعود عباسی کیاآبادی